# جامعة الشرق
جامعة الشرق (بالإنجليزية: University of the East)‏ وتٌختصر إلى UE، هي جامعة خاصة تقع في مانيلا، الفلبين. تأسس عام 1946، استحوذ قطب الأعمال لوسيو تان على الجامعة في عام 1990. تم تصنيف الجامعة على أنها «أكبر جامعة في آسيا» عندما وصل التحاقها في الماضي إلى أكثر من 65000 طالب.
منحت لجنة التعليم العالي (CHED) وضع الاستقلال الذاتي للجامعة واعترفت ببرنامجين من برامجها كمركز امتياز وبرنامج واحد كمركز للتنمية. تقدم الجامعة برامج للحصول على درجات من التعليم الأساسي إلى الدراسات العليا. يوجد في الجامعة حرمين جامعيين.

## التاريخ

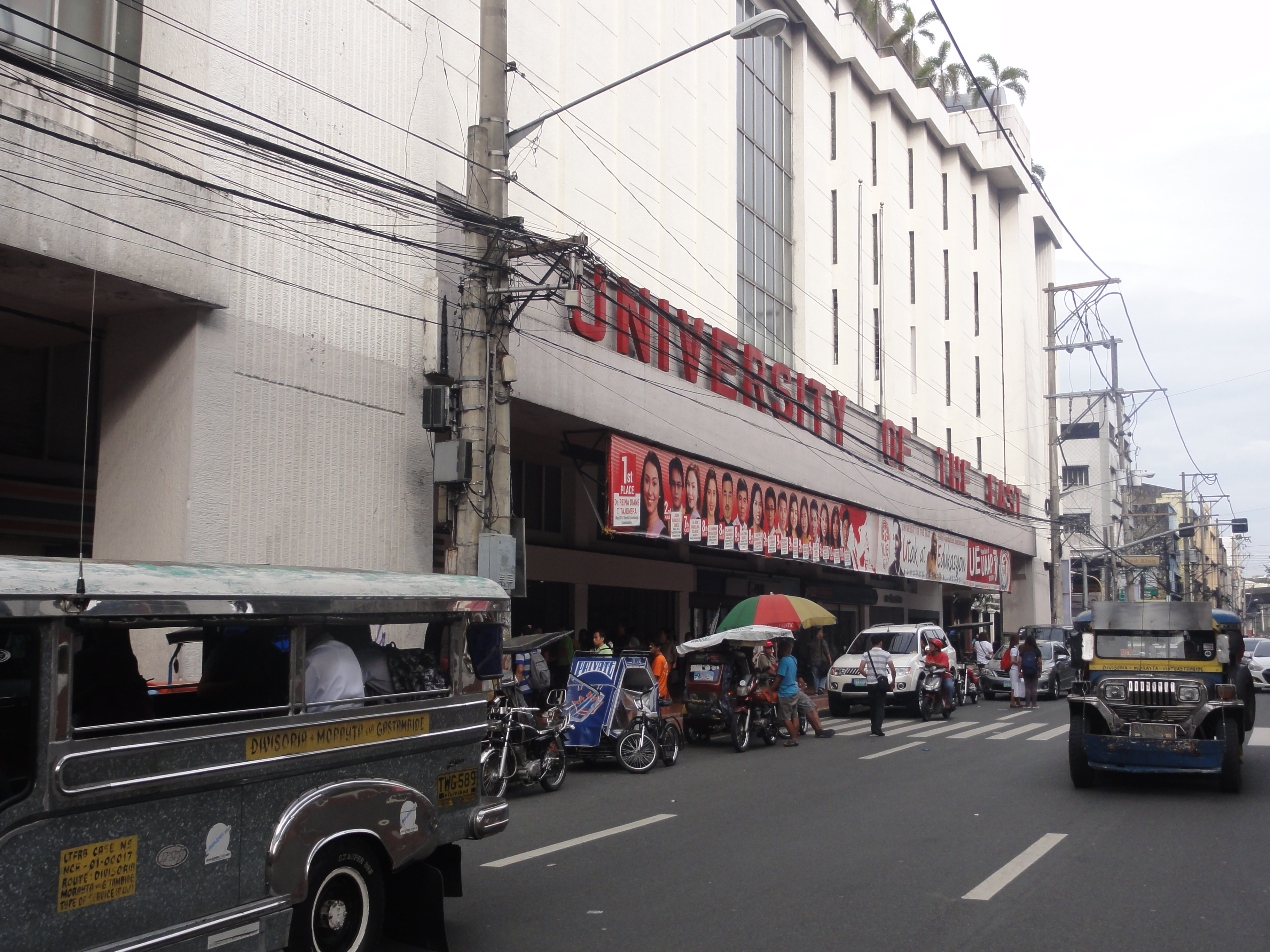
واجهة الجامعة على طول شارع ريكتو

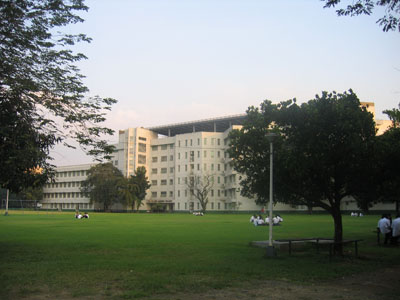
حرم كالوكان الجامعي

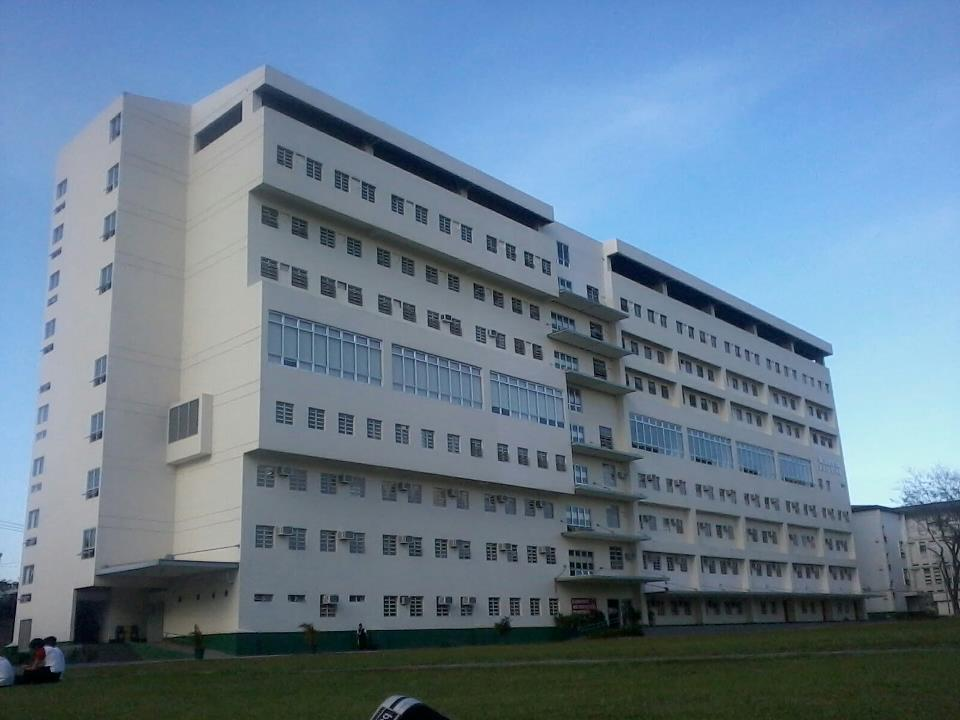

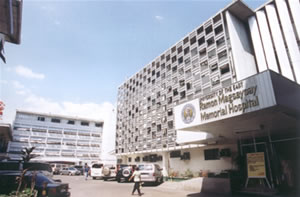
المركز الطبي

يبدأ تاريخ جامعة الشرق في سبتمبر 1946، في غرفة مستأجرة في شارع داسماريناس، مانيلا، حيث التحق 110 طالبًا في فصول مراجعة محاسب عام (CPA). مجموعة معلمي الأعمال بقيادة الدكتور فرانسيسكو ت. من بين 110 طالب، وصل أربعة إلى المراكز الأولى في امتحانات مجلس الفصول لعام 1947.
في 11 سبتمبر 1946، خمسة معلمين - وهما الدكتور فرانسيسكو دالوبان الدكتور هيرمنغيلدو ريس، وخوسيه توريس، وإنيد مابا وسانتياغو دي لا كروز تأسيس الكلية الفلبينية للتجارة وإدارة الأعمال (PCCBA) في سامبالوك، مانيلا. قبلت الكلية 350 طالبًا في صيف عام 1947. في العام التالي، التحق المزيد من الطلاب وتم تنظيم المزيد من الوحدات الأكاديمية، وانتقلت الكلية إلى ما هو الآن حرم جامعة الشرق الرئيسي.
نجح خريجو الكلية الفلبينية في امتحانات المحاسبة الحكومية. وبسبب هذا النجاح، منحت الحكومة الكلية الفلبينية إذنًا لإنشاء كليات أخرى، مما أدى إلى إنشاء كليات الفنون الليبرالية وإدارة الأعمال وطب الأسنان وكلية الدراسات العليا لإدارة الأعمال.
تم منح الكلية الفلبينية حالة الجامعة في 4 يوليو 1951، وتمت إعادة تسميتها بجامعة الشرق. أصبح دالوبان أول رئيس لجامعة الشرق ورئيس مجلس أمنائها. وكان أعضاء أول مجلس الدكتور هرمنغيلدو ريس، وهو رجل أعمال وعالم ونائب الرئيس السابق لجامعة الفلبين. سانتياغو ف. دي لا كروز، مدقق حسابات ومدير تنفيذي في مجال الأعمال، خلف لاحقًا دالوبان في منصب رئيس الاتحاد الأوروبي؛ خوسيه إل توريس، جندي ورجل أعمال ومحاسب؛ وخايمي هيرنانديز، وزير المالية السابق.
شهدت السنوات التالية افتتاح كليات القانون والطب والهندسة، وكلية الدراسات العليا في التربية. اندمجت كلية الدراسات العليا لاحقًا مع كلية الدراسات العليا لإدارة الأعمال.
في يونيو 1954، افتتحت الجامعة حرمًا جامعيًا جديدًا، على قطعة أرض مساحتها 4.86 هكتار على طول طريق طريق سامسون في كالوكان. يرأس مستشثار الجامعة حرم كالوكان الذي أصبح الآن مستقلًا أكاديميًا. يضم المبنى الأكاديمي الجديد تان يان كي كليات الآداب والعلوم وإدارة الأعمال والفنون الجميلة، في حين أن لكلية الهندسة المبنى الخاص بها.
في عام 1955، اشترت جامعة الشرق قطعة أرض مساحتها هكتار واحد في مدينة كويزون، حيث أنشأت كلية الطب. في 17 مايو 1957.
في عام 1962، استحوذت الجامعة على قطعة أرض مساحتها 5850 مترًا مربعًا. أصبح هذا مركز أبحاث العلوم والإنسانيات والثقافة، الذي يضم مبنيين. أحدهما يضم مدرسة الموسيقى والفنون ومدرسة الباليه بينما يضم الآخر كلية طب الأسنان ومعامل البحث. انتقلت مدرسة الموسيقى والفنون، التي أصبحت الآن كلية الفنون الجميلة، إلى حرم كالوكان في عام 1981.
في عام 1967، قرر الرئيس الراحل ديوسدادو ماكاباجال، والد الرئيسة جلوريا ماكاباجال أرويو، التدريس بدوام جزئي في كلية إدارة الأعمال ووصف الجامعة بأنها «جامعة الشعب».
إلى جانب التوسع جاء النمو السريع في الالتحاق بالجامعة. من أصل 110 طالبًا في عام 1946، نما عدد الطلاب بشكل مطرد كل عام حتى عام 1960، عندما أصبحت جامعة الشرق أول جامعة فلبينية يلتحق بها أكثر من 60.000. وقد سُجِّل أعلى معدل تسجيل خلال الفصل الدراسي الأول من العام الدراسي 1975-1976، إذ سُجِّل 67443 طالب وطالبة. اليوم، يبلغ عدد خريجي الجامعة أكثر من مليون.
الأزمة الاقتصادية والركود الذي عصف بالفلبين في الثمانينيات لم يفلت من الاتحاد الأوروبي. أثر انخفاض قيمة البيزو، وارتفاع التضخم، وارتفاع تكلفة الأجور، إلى جانب إضرابات أعضاء هيئة التدريس والموظفين والطلاب. رفض التسجيل. اشتدت هذه الفترة إلى أزمة كادت تؤدي إلى بيع المدرسة لمجموعة دينية أجنبية. استمرت المشاكل المالية والتدهور الأكاديمي في عبء الجامعة طوال الثمانينات. لفترة وجيزة في عام 1984، تم عقد حصة مسيطرة في الجامعة من قبل كيان من حركة مهاريشي ماهيش يوغي للتأمل التجاوزي. قاطع الطلاب الفصول الدراسية وقاموا باحتجاجات ضد الاستيلاء، وفي وقت قصير عادت السيطرة إلى أصحاب المصلحة.
بدأ الدكتور إيسيدرو دي كارينيو، الذي أصبح رئيسًا لجامعة أوروبا في عام 1984، في تطبيق تدابير تشمل تخفيض عدد الموظفين، وتدابير لخفض التكاليف، وتأجير مباني ومرافق المدرسة بعقود إيجار قصيرة وطويلة الأجل. بدأت الجامعة في تقديم منهج سلمي، ودورة خاصة للمديرين التنفيذيين، وبرامج من معهد دراسات وأنظمة الكمبيوتر، ومنح دراسية لطلاب المحاسبة والهندسة. وقد أتاح عقد الإيجار للمنشآت للجامعة تأجيل زيادات الرسوم الدراسية في 1986-1987 و1987-1988.
عندما تم تعيين كاريينو وزيرًا للتعليم في الفلبين في عام 1990، تولى بانفيلو أو دومينغو، الرئيس السابق لبنك الفلبين الوطني، منصب رئيس مجلس الأمناء وأصبح الرئيس التنفيذي والرئيس بالإنابة للجامعة.
عمل دومينغو على الفور على علاج المشاكل المالية للجامعة من خلال سحب ديونها قصيرة الأجل وإدخال إصلاحات مالية وتشغيلية في الجامعة. في غضون خمس سنوات انخفضت قروض الجامعة انخفاضًا كبيرًا وتم التخلص من العجز التشغيلي المتراكم منذ فترة طويلة من الكتب. في الوقت نفسه، بدأ دومينغو إعادة تأهيل واسعة النطاق للبنية التحتية والأكاديمية في الاتحاد الأوروبي.
استثمر Lucio C. Tan بشكل كبير في التعليم، حيث اشترى الجامعة في عام 1990. في عام 1992، أصبحت روزالينا س. كاجوكوم، أمين الخزانة الفلبينية السابقة، رئيسة الاتحاد الأوروبي. بعد تقاعدها في منتصف عام 1995، استأنفت دومينغو الرئاسة حتى تعيين الدكتورة جوزيفينا آر كورتيس في المنصب في عام 1997. وخلفها السيد بالتازار ن. إندريجا بعد تقاعدها عام 2003.
صُنِّفت الجامعة مؤخرًا على أنها «واحدة من أكثر الجامعات السلكية في البلاد» واحتلت المرتبة 15 من بين أفضل 100 شركة ومؤسسة في استخدام تكنولوجيا المعلومات وهي المؤسسة التعليمية الوحيدة في القائمة.
في 6 أكتوبر 2009، منحت لجنة التعليم العالي وضع الحكم الذاتي لحرم مانيلا الجامعي.
في 25 سبتمبر 2012، افتتحت الجامعة مبنى الدكتور لوسيو تان. يتميز الصرح، الذي سمي على اسم رئيس مجلس الإدارة والرئيس التنفيذي في الجامعة، بالفصول الدراسية والمختبرات الحديثة، وقاعة متعددة الأغراض تتسع لـ500 مقعد، ومكتبة بها مرافق متعددة الوسائط.
بحلول الفصل الدراسي الثاني 2014-2015، انتقلت كلية طب الأسنان إلى الحرم الجامعي الجديد المكون من سبعة طوابق بالقرب من حرم مانيلا. ويستخدم الآن مبنى طب الأسنان القديم في الغالب من قبل طلاب الصفين الحادي عشر والثاني عشر.

## حرم الجامعة

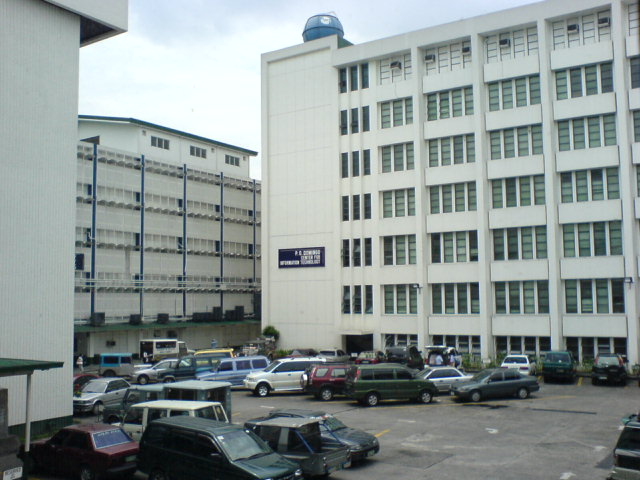
ساحة في حرم مانيلا

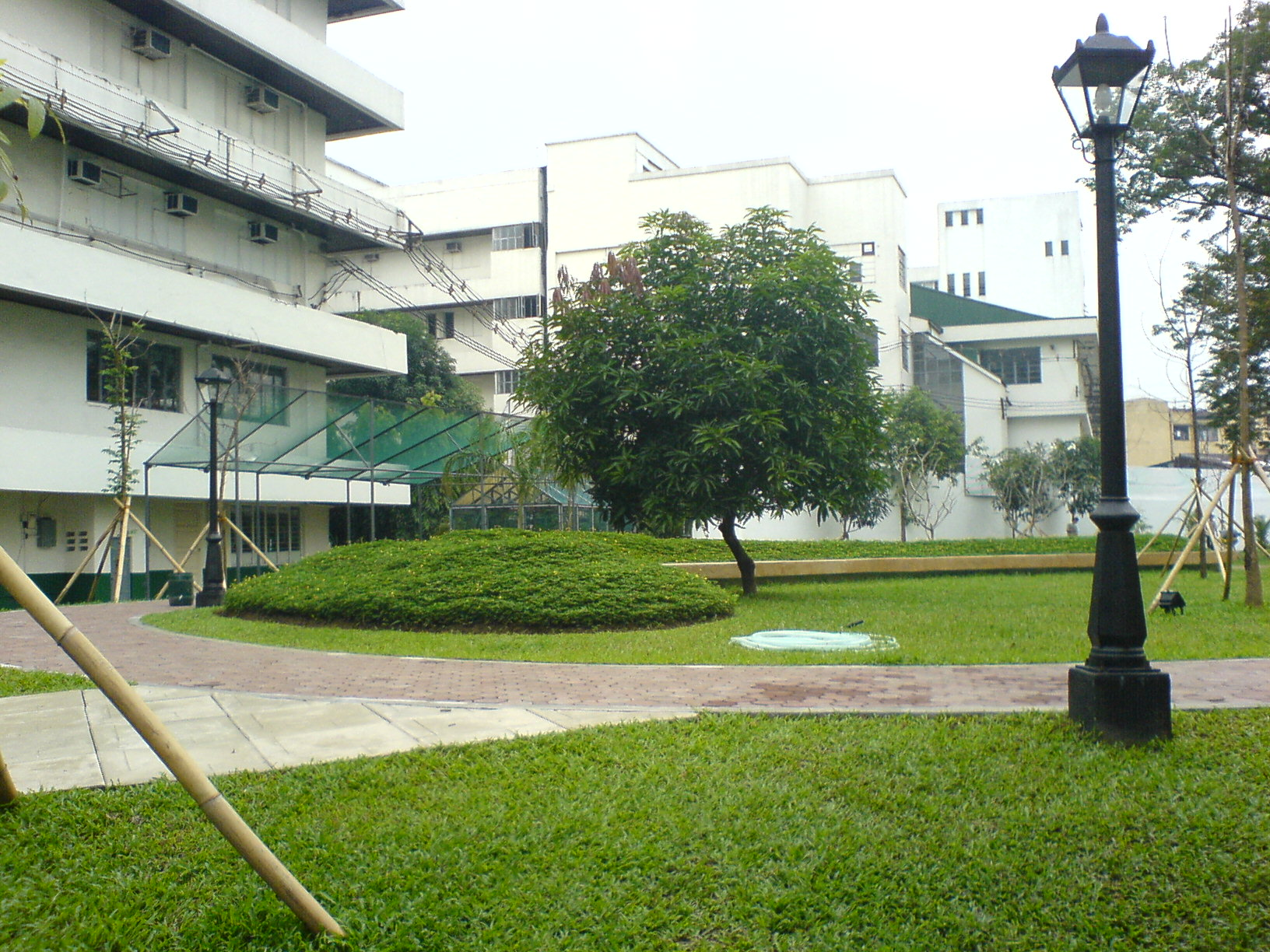
حديقة تان يان كي

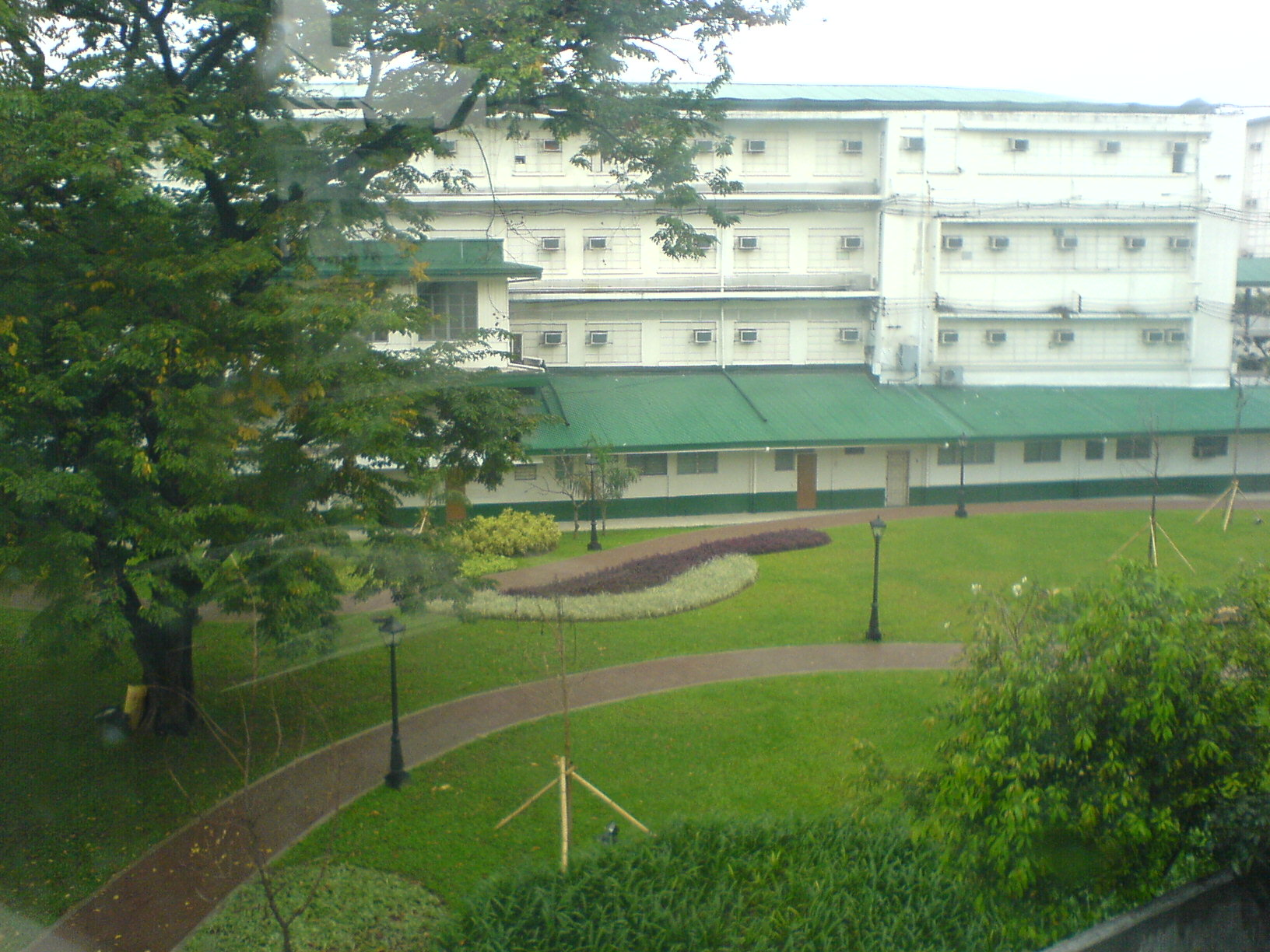
مبنى سانتياغو ديلا كروز

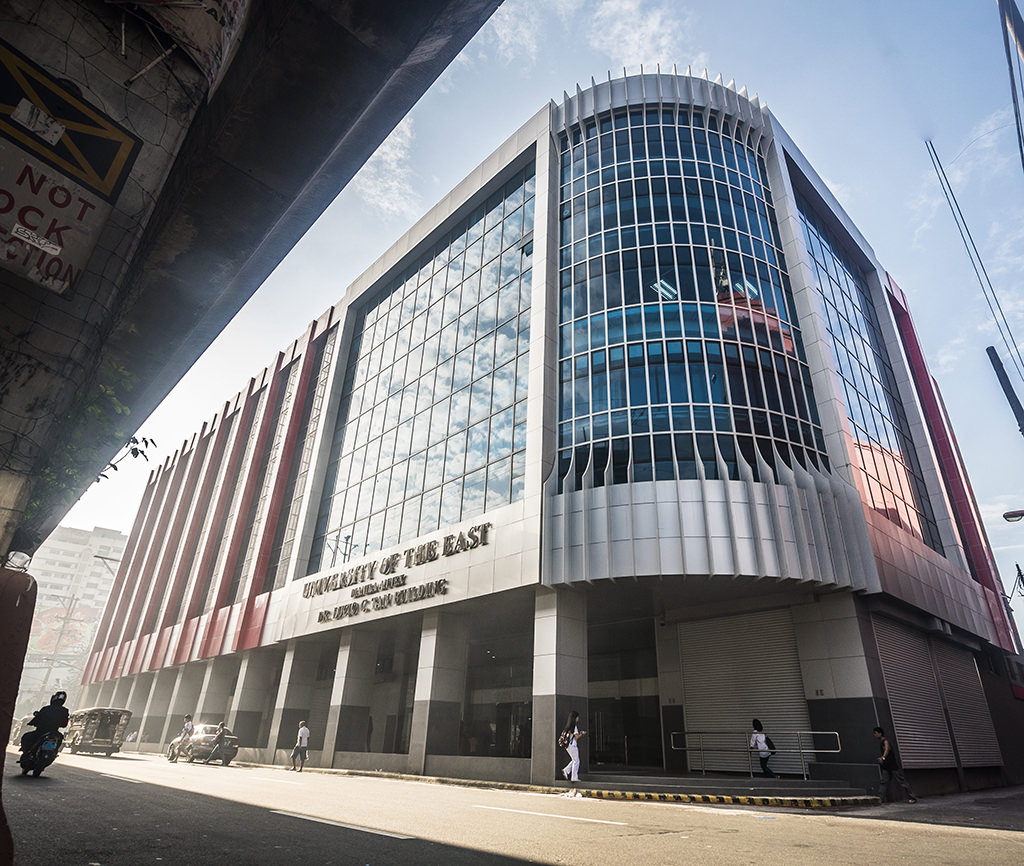
ملحق حرم مانيلا، مبنى الدكتور لوسيو سي تان

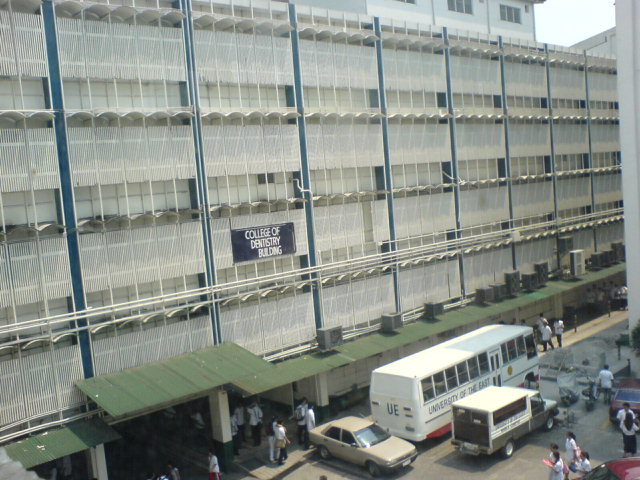
كلية طب الاسنان

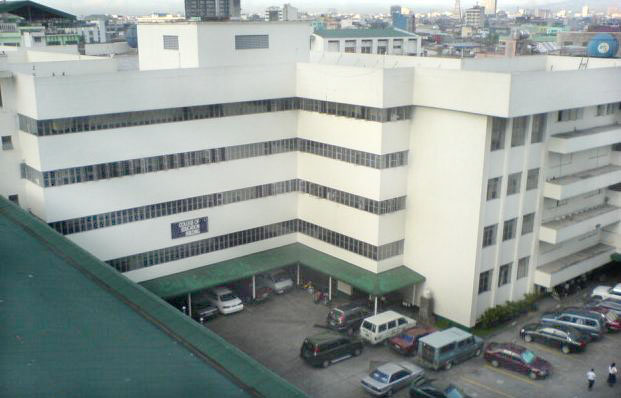
كلية التربية

يتكون حرم مانيلا الجامعي (الحرم الجامعي الرئيسي) من اثني عشر مبنى، يقع في قلب منطقة حزام الجامعة، سامبالوك، مانيلا. تم دمج جميع الجامعات بشكل كامل مع نظام المعرف الذكي. أحد مشاريع التجميل الخاصة بالجامعة هو بناء حديقة تان يان كي.
في 12 سبتمبر 2012، افتتحت الجامعة مبنى الدكتور لوسيو سي تان-حرم كالوكان الجامعي. إنه مبنى من ثمانية طوابق يضم قسم حرم كالوكان الابتدائي والثانوي. سمي الصرح باسم رئيس مجلس الإدارة والرئيس التنفيذي في الجامعة.
يتكون المبنى من ستة طوابق وطابق نصفي ويتميز بمرافق ومعدات متنوعة، بما في ذلك مجموعة متنوعة من مرافق مختبرات الأسنان، وأربع عيادات متخصصة، و253 كرسي أسنان، ومجموعة متنوعة من معدات المحاكاة والآلات المتخصصة، وقاعتين، وأربع غرف محاضرات، وقاعة متعددة الأغراض ومنطقة وقوف السيارات. افتُتِحَ المبنى في 8 ديسمبر 2014.
في 2 أبريل 2016، اندلع حريق في الطابق الثاني من مبنى كلية الفنون والعلوم. كما اشتعلت النيران في مبنى الهندسة وكنيسة الجامعة، مما أدى إلى تدمير المباني الثلاثة.

### حرم الأقمار الصناعية
- تقع جامعة إيست كالوكان في كالوكان، على طول طريق سامسون. وهي وحدة مستقلة يرأسها مستشار بكلية إدارة الأعمال، وكلية الآداب والعلوم، وكلية الهندسة، وكلية الفنون الجميلة، والعمارة والتصميم، وقسم المدارس الابتدائية والثانوية.
- يقع مركز جامعة إيست رامون ماجسايسا الطبي التذكاري (UERMMMC) في مدينة كويزون، على طول شارع أورورا. وهي مؤسسة غير مالية وغير ربحية ونصب تذكاري للرئيس رامون ماجسايساي منذ عام 1957. تضم خمس كليات، وهي كلية الطب، وكلية التمريض، وكلية علوم التأهيل المساعدة، وكلية التكنولوجيا الطبية وكلية الدراسات العليا.
- جامعة إيست لاجونا - عبارة عن حرم جامعي بمساحة 25 هكتارًا ومستشفى يقع في مدينة إيتون، سانتا روزا، لاجونا. تم افتتاحه في 11 أبريل 2016.

## أكاديمية

### الكليات
تم الاعتراف ببرنامجين من جامعة الشرق كمراكز امتياز من قبل لجنة التعليم العالي، وهما الطب وتكنولوجيا المعلومات. برنامج التمريض الخاص بها معترف به كمركز للتنمية. لديها 21 برنامجًا معتمدًا من قبل الرابطة الفلبينية للكليات والجامعات لجنة الاعتماد (PACUCOA).

### تخرج من المدرسة
نشأت مدرسة غراجيويت سكول من اندماج كلية الدراسات العليا للأعمال وكلية الدراسات العليا في التعليم عام 1982. في الوقت الحاضر، تقدم كلية الدراسات العليا في الجامعة برامج الماجستير والدكتوراه في مجالات الأعمال والتعليم والإدارة العامة والعلوم وإدارة البناء والفلسفة وطب الأسنان وإدارة المعلومات.
تقدم كلية الطب درجة الماجستير في مجال الطب والصحة العامة والتمريض والعلاج الطبيعي.

## الاعتمادات والانتماءات
جامعة الشرق عضو معتمد في العديد من المنظمات الوطنية والدولية:
- جمعية الاعتماد الفلبينية للمدارس والكليات والجامعات (PAASCU)
- الرابطة الفلبينية للكليات والجامعات ولجنة الاعتماد (PACUCOA)
- رابطة مؤسسات جنوب شرق آسيا للتعليم العالي (ASAIHL)
- الاتحاد الدولي للجامعات (IAU)
- اتحاد وكالات الاعتماد الفلبيني (FAAP)
- الرابطة الفلبينية للكليات والجامعات (PACU)
- الحزام الجامعي
- الرابطة الرياضية الجامعية في الفلبين (UAAP)

## خريجون متميزون

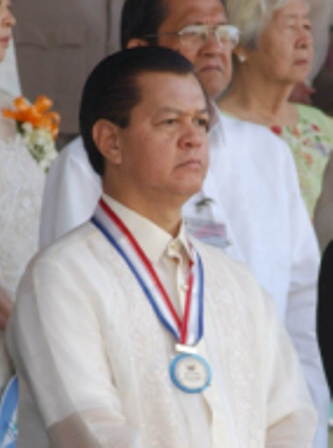
نائب الرئيس السابق نولي دي كاسترو

أنتجت جامعة الشرق الآلاف من الخريجين منذ أكثر من 70 عامًا من وجودها. من الشخصيات البارزة مانويل "كابايان" إل دي كاسترو، نائب رئيس الفلبين السابق، وعضو مجلس الشيوخ السابق ومذيع. ومن أعضاء مجلس الشيوخ الآخرين ألفريدو س. ليم وروبرت "سوني" جاورسكي.
أنتجت الجامعة قضاة من المحكمة العليا للفلبين ومحكمة الاستئناف وغيرهم من الشخصيات القانونية البارزة، مثل رئيس القضاة لوكاس بي بيرسامين، والقاضي دانتي أو. ديامانتي وأرتورو جي تاياغ. كما أنتج الاتحاد الأوروبي العديد من المسؤولين الحكوميين، مثل أعضاء الكونغرس في الفلبين، والمحافظين ورؤساء البلديات. بعض المستشارين القانونيين المشهورين يشملون أتاي. فرديناند توباسيو، رئيس مكتب المدعي العام بيرسيدا رويدا أكوستا.
في مجال العلوم، أنهى عالم الآثار الفلبيني والمدير السابق لقسم الأنثروبولوجيا بالمتحف الوطني للفلبين ألفريدو إي. إيفانجليستا درجة البكالوريوس في التاريخ من الجامعة. ومن بين الشعراء المشهورين للحركة الحداثية الثانية في الشعر الفلبيني الفنان الوطني فيرجيليو س.الماريو وتيو أنطونيو وروجيليو مانجاهاس.
ومن الخريجين البارزين الآخرين رجال الأعمال أندرو تان وريزالينو س. نافارو. المذيعون بيتر موسنيجي، وكينيتو هينسون، وإروين تولفو، ورامون تولفو، وريكي لو؛ الرموز الرياضية بيبي دالوبان، وروبرت جاورسكي، وجيري كودينيرا، وآلان كيديتش، وجيمس ياب، وبول لي؛ والمخرجين السينمائيين سيجفريد باروس سانشيز والملك أبالوس وريتشارد سوريانو ليجاسبي.

## ألعاب القوى

الأحمر والأبيض هما ألوان الجامعة.

### يو إي ريد ووريورز
جامعة الشرق هي إحدى المدارس التابعة لاتحاد الرياضيين الجامعيين في الفلبين. استضافت الجامعة موسم 2006-2007 تحت شعار «تحقيق التميز في الرياضة من خلال الوحدة والانسجام والالتزام». يسمى فريق كرة السلة للكبار يو إي ريد ووريورز (UE Red Warriors). تسمى الفرق النسائية أمازون، بينما فرق جونيورز هي الصفحات. ألوان الجامعة هي الأحمر والأبيض.
فرق ملاعب الجامعة وفازت ببطولات ألعاب القوى وكرة السلة والشطرنج والمبارزة وكرة القدم والجمباز والكرة اللينة ورفع الأثقال. شارك بعض طلاب أيضًا في ألعاب جنوب شرق آسيا والبطولات الأخرى.

### بطولة الرابطة الرياضية الجامعية في الفلبين الموسم 70 لكرة السلة
أكمل ريد ووريورز اكتساحًا نادرًا 14-0 من جولات الإقصاء، مع هوامش فوز فوق 16 نقطة.

### الرابطة الرياضية الجامعية في الفلبين الموسم 77
في عام 2014، ستستضيف جامعة الشرق الرابطة الرياضية الجامعية في الفلبين الموسم 77 مع السيدة كارميليتا ماتيو كرئيسة. ستتنافس ثماني جامعات في خمسة عشر رياضة لكسب نقاط للبطولة العامة. يتم بث بعض هذه الرياضات على الهواء مباشرة أو على بث متأخر. يتم بث جميع مباريات كرة السلة للرجال ومباريات الكرة الطائرة للسيدات على الهواء مباشرة. 

## روابط خارجية
- جامعة الشرق
- جامعة الشرق - حرم ملحق كالوكان
- جامعة الشرق - مركز رامون ماجسايسا الطبي التذكاري
- جامعة الشرق - المدرسة الثانوية - مانيلا
- مستشفى UERMMMC
- جامعة شرق ماونتينيرز - UEM